# اریش ولت
اریش ولت (آلمانی: Erich Welt؛ زادهٔ ۱۴ ژانویهٔ ۱۹۲۸) دوچرخه‌سوار اهل اتریش است. وی در بازی‌های المپیک تابستانی ۱۹۴۸ شرکت کرده است.